# Jekatěrina Kiprijanovová
Jekatěrina Kiprijanovová (rusky: Екатерина Киприянова; * 22. srpna 1989 Petrohrad) je ruská reprezentantka ve sportovním lezení, medailistka z Rock Masteru a mistryně Ruska v boulderingu.

## Výkony a ocenění
- 2013: šesté místo na mistrovství Evropy
- 2014: nominace na prestižní mezinárodní závody Rock Master v italském Arcu, 4. místo
- 2017: vítězka adidas ROCKSTARS Russia 2017
- 2017: obhájila titul mistryně Ruska v boulderingu (to se dříve podařilo jen Olze Jakovlevě)
- 2018: od roku 2010 první ruská ženská medaile na závodu světového poháru v boulderingu, druhá na Rock Masteru

### Závodní výsledky
| Arco Rock Master | Arco Rock Master | Arco Rock Master |
| Rok              | 2014             | 2018             |
| ---------------- | ---------------- | ---------------- |
| Bouldering       | 4                | 2                |

| Mistrovství světa | Mistrovství světa | Mistrovství světa | Mistrovství světa |
| Rok               | 2014              | 2016              | 2018              |
| ----------------- | ----------------- | ----------------- | ----------------- |
| Obtížnost         | —                 | —                 | 17                |
| Rychlost          | —                 | —                 | 65                |
| Bouldering        | 25-26             | 23-24             | 23                |
| Kombinace         | —                 | —                 | 22                |

| Světový pohár | Světový pohár | Světový pohár | Světový pohár | Světový pohár | Světový pohár | Světový pohár | Světový pohár  |
| Rok           | 2012          | 2013          | 2014          | 2015          | 2016          | 2017          | 2018           |
| ------------- | ------------- | ------------- | ------------- | ------------- | ------------- | ------------- | -------------- |
| Obtížnost     | —             | —             | —             | —             | —             | 42-43         | 42             |
| jednotlivě*   | —             | —             | —             | —             | —             | ,15,          | ,,,24,31,      |
|               |               |               |               |               |               |               |                |
| Rychlost      | —             | —             | —             | —             | —             | —             | x              |
| jednotlivě*   | —             | —             | —             | —             | —             | —             | ,,,57,46,      |
|               |               |               |               |               |               |               |                |
| Bouldering    | 30            | 37            | 54-55         | 51-52         | 47            | 24            | 7              |
| jednotlivě*   | ,25,15,       | ,19,19,       | ,33,35,18,    | ,21,          | ,25,20,       | ,7,15,        | 6,-,,10,4,21,- |
|               |               |               |               |               |               |               |                |
| Kombinace     | —             | —             | —             | —             | —             | 57-59         | 21             |

* poznámka: nalevo jsou poslední závody v roce
| Mistrovství Evropy | Mistrovství Evropy | Mistrovství Evropy | Mistrovství Evropy |
| Rok                | 2013               | 2015               | 2017               |
| ------------------ | ------------------ | ------------------ | ------------------ |
| Obtížnost          | 30                 | —                  | 23                 |
| Rychlost           | —                  | —                  | 34                 |
| Bouldering         | 6                  | 25-26              | 5                  |

| Mistrovství Ruska | Mistrovství Ruska | Mistrovství Ruska | Mistrovství Ruska | Mistrovství Ruska | Mistrovství Ruska | Mistrovství Ruska |
| Rok               | 2013              | 2014              | 2015              | 2016              | 2017              | 2018              |
| ----------------- | ----------------- | ----------------- | ----------------- | ----------------- | ----------------- | ----------------- |
| Bouldering        | 2-3?              | 2-3?              | 2-3?              | 1                 | 1                 | 2-3?              |

| Mistrovství světa juniorů | Mistrovství světa juniorů | Mistrovství světa juniorů | Mistrovství světa juniorů | Mistrovství světa juniorů | Mistrovství světa juniorů |
| Rok                       | 2003 kat. B               | 2004 kat. B               | 2005 kat. A               | 2007 juniorky             | 2008 juniorky             |
| ------------------------- | ------------------------- | ------------------------- | ------------------------- | ------------------------- | ------------------------- |
| Obtížnost                 | 6                         | 6                         | 16                        | 12                        | 14                        |
| Rychlost                  | —                         | —                         | 6                         | —                         | —                         |

| Evropský pohár juniorů | Evropský pohár juniorů | Evropský pohár juniorů | Evropský pohár juniorů | Evropský pohár juniorů |
| Rok                    | 2003 kat. B            | 2004 kat. B            | 2005 kat. A            | 2007 juniorky          |
| ---------------------- | ---------------------- | ---------------------- | ---------------------- | ---------------------- |
| Obtížnost              | ?                      | 5                      | 15                     | 11                     |
| jednotlivě*            | ,18,12,                | -,5,,9                 | -,-,10,15,8            | -,-,4,-,-,             |
| Rychlost               |                        |                        |                        |                        |
| jednotlivě*            |                        |                        |                        | 8                      |

* poznámka: nalevo jsou poslední závody v roce